# Brian McBride
Brian McBride, född 19 juni 1972, är en före detta fotbollsspelare från USA som har spelat tre världsmästerskap. Han var anfallare och avslutade sin karriär i hemstaden Chicago i USA för Chicago Fire.
Han meddelade den 26 juli 2006, att han inte kommer att delta i fler internationella cuper. Han donerade 100$ till USA:s landslag för varje mål och assist som han gjorde i de internationella cuperna.
Innan McBride återvände till MLS så var han kapten för engelska Fulham, som han lämnade den 28 maj 2008. Dessförinnan har han spelat i Everton, och har varit storfavorit i lagen. McBride har en specialitet för att göra inläggsmål.
- Wikimedia Commons har media som rör Brian McBride.